# Martin Rettenberger
Martin Rettenberger (geboren 1980 in Passau) ist ein deutscher Psychologe und Kriminologe. Seit 2015 ist er Direktor der Kriminologischen Zentralstelle (KrimZ) in Wiesbaden.

## Leben
Nach dem Studium der Psychologie an den Universitäten Regensburg und Berlin (FU) war Martin Rettenberger zunächst als wissenschaftlicher Mitarbeiter am Institut für Gewaltforschung und Prävention e. V. (IGF) in Wien tätig. 2009 wurde er an der Sektion für Forensische Psychotherapie der Universität Ulm zum Dr. Dr. biol. hum. promoviert. 2012 absolvierte er das Masterstudium internationale Kriminologie am Institut für Kriminologische Sozialforschung der Universität Hamburg. Nach einer Tätigkeit als Juniorprofessor für Forensische Psychologie an der Johannes Gutenberg-Universität Mainz (JGU) (2013–2015) habilitierte sich Rettenberger 2017 ebendort für Psychologie, wo er 2019 auch zum außerplanmäßigen Professor ernannt wurde.

## Veröffentlichungen (Auswahl)
- Kriminalprognose und Sexualdelinquenz: Möglichkeiten und Grenzen standardisierter Kriminalprognosemethoden bei Sexualstraftätern, Ulm 2009 (Dissertation). Online verfügbar:
- (mit Priscilla Gregório Hertz, Reinhard Eher): Die deutsche Version des Violence Risk Appraisal Guide-Revised (VRAG-R), Wiesbaden 2017.
- (mit Matthias Rau, Lisanne Breiling): Regensburger Aufarbeitungsstudie : Sozialwissenschaftliche Analysen und Einschätzungen zur Gewalt bei den Regensburger Domspatzen 1945 bis 1995, Wiesbaden 2019. Online verfügbar: